# Roman Mikulec
Roman Mikulec (* 18. března 1972 Bratislava) je slovenský specialista na bezpečnostní management, voják a bývalý ministr vnitra SR.
Po krátké kariéře v letectví v pozici stíhacího pilota přešel do Vojenské zpravodajské služby. Od nejnižších pozicí se dostal až na funkci ředitele. Jeho kariéra v ozbrojených silách skončila po 21 letech služby po obvinění NAKA poté, co vypracoval zprávu o tunelování Vojenské zpravodajské služby během období první vlády Roberta Fica. Byl obviněn z pomluvy, později ze sabotáže a ohrožení utajovaných skutečností. Po sedmi letech procesu byl v roce 2019 pravomocně zproštěn všech obvinění.
V parlamentních volbách v roce 2020 kandidoval za hnutí OĽaNO. Získal celkem 7 435 preferenčních hlasů a stal se tak poslancem Národní rady Slovenské republiky. Dne 21. března byl jmenován ministrem vnitra SR v nové vládě Igora Matoviče. Premiér Igor Matovič jeho jmenování ministrem odůvodnil slovy: „Na post ministra vnitra nasazujeme plukovníka, vojáka, který si svou hodnost zasloužil tak, že prokázal své manažerské schopnosti a schopnost vést“.
V parlamentních volbách v roce 2023 byl za OĽaNO opět zvolen poslancem Národní rady, když získal 21 464 preferenčních hlasů. V evropských volbách v roce 2024 kandidoval na 2. místě kandidátní listiny OĽaNO na funkci europoslance, ale nebyl zvolen.